# 王輿
王 輿（おう よ、? - 301年）は、西晋の武将・政治家。

## 人物
西晋に仕えて尚書左丞の地位にあった。
300年4月、趙王司馬倫が決起して賈氏一派を粛清すると、朝政を専断するようになった。8月、淮南王司馬允は司馬倫誅殺を掲げて挙兵すると、淮南兵と中護軍の兵700人を率いて宮殿に向かったが、王輿は掖門を閉じて入宮を拒んだ。司馬允が敗死すると、功績により左衛将軍に任じられた。
301年1月、司馬倫が恵帝から帝位を簒奪すると、王輿は前軍将軍司馬雅らと共に甲士を率いて入殿し、三部司馬へ禅譲が執り行われる旨を告げ「支持する者には褒賞を与える。背く者には刑を施す」と宣言すると、反論する者は誰もいなかった。
3月、三王（斉王司馬冏・成都王司馬穎・河間王司馬顒）が司馬倫誅殺を掲げて地方で挙兵すると、洛陽城内の百官や諸将は司馬倫と側近の孫秀を殺害して天下に謝罪しようと思い、その機会を窺うようになった。
4月7日、王輿は司馬倫の時代は長くないと考え、尚書広陵公司馬漼と共に司馬倫排斥を目論んだ。700人余りの兵を率いて南掖門から宮中へ向かうと、勅命を下して諸将へ宮門を押さえるよう命じ、これに三部司馬が内から応じた。王輿はまず側近の孫秀討伐に向かうと、孫秀は中書省の南門を閉じたので、兵士に壁を乗り越えさせ、さらに家屋を焼き払った。孫秀は許超・士猗と共に逃亡を図ったが、王輿配下の趙泉に斬り捨てられた。司馬倫の子である司馬馥は孫秀の家にいたが、王輿の将兵により捕らえられ、散騎省に監禁された。
王輿は雲龍門に兵を集めて八座（六曹尚書と尚書令、尚書僕射）を殿中に入れると、司馬倫に詔を書くよう強要し「朕は孫秀によって誤りを犯し、三王を怒らせた。今、孫秀は既に誅殺されたので、太上皇を復位させ、朕は農地に帰って晩年を過ごすことにする。」と宣言させた。詔は各地に発せられ、騶虞幡（晋代の皇帝の停戦の節）によって各軍に停戦が命じられた。司馬倫に従っていた文武百官はみな逃走し、甲士数千人が金墉城から恵帝を招き入れ、逆に司馬倫は金墉城に監禁されて後に自害させられた。司馬倫の取り巻きはみな尽く誅殺され、王輿もまたもともとは司馬倫の一派であったが、今回の功績により罪を免れた。
6月、司馬冏が洛陽に入ると朝権を掌握したが、司馬冏の兄である東萊王司馬蕤は酒乱で凶暴であり、かねてより司馬冏と対立していた。王輿は司馬蕤と結託して共に司馬冏を倒す計画を練った。
8月、王輿らの計画は事前に露見し、司馬蕤は庶人に落とされ、王輿は三族と共に誅殺された。